# La Red
La Red è una rete televisiva cilena creata nel 1990.